# Thornholme
Thornholme är en by i civil parish Burton Agnes, i distriktet East Riding of Yorkshire, i grevskapet East Riding of Yorkshire, i England. Byn är belägen 7 km från Bridlington. Thornholme var en civil parish 1866–1935 när blev den en del av Burton Agnes. Civil parish hade 91 invånare år 1931. Byn nämndes i Domedagsboken (Domesday Book) år 1086, och kallades då Thirnon/Tirnu.